# Triteuta illír királyné
Triteuta (ógörög Τριτεύτα) illír királyné, az i. e. 250 körültől i. e. 231-ig az Illír Királyságban uralkodó Agrón király második felesége, Pinnész király anyja.
Agrónnak két felesége volt, ami a kor illírjei körében ha nem is volt általános, de semmiképpen nem volt szokatlan. Első asszonya, Teuta vélhetően nem örvendeztette meg fiúutóddal, ezért később feleségül vette Triteutát is. Közös fiúgyermekük, Pinnész apja halálakor még karonülő gyermek volt, ezért az illíriai öröklési rendnek megfelelően első felesége, Teuta vette át régensként az uralkodást. Az illírek vereségével záruló első római–illír háború (i. e. 229–228) utáni évben, i. e. 227-ben Teuta lemondott. Cassius Dio tanúsága szerint ekkor a rómaiak helytartója, Pharoszi Démétriosz vette nőül Triteutát, ezzel a kiskorú uralkodó, Pinnész törvényes gyámja, az Illír Királyság régense lett.